# Малое Отар-Майнакское озеро
Ма́лое Ота́р-Майна́кское о́зеро (укр. Мале Отар-Майнацьке озеро, крымскотат. Küçük Otar Moynaq gölü, Кучюк Отар Мойнакъ голю) — озеро, расположенное на территории Евпаторийского горсовета. Площадь — 0,12 км². Тип общей минерализации — солёное. Происхождение — лиманное. Группа гидрологического режима — бессточное.

## География
Входит в Евпаторийскую группу озёр. Длина — 450 м. Ширина наибольшая — 280 м. Глубина наибольшая — 0,45 м. Ближайший населённый пункт — Евпатория, застройка которой расположена непосредственно севернее озера, ранее это был отдельный населённый пункт Лимановка.
Малое Отар-Майнакское озеро отделено от Чёрного моря перешейком, на котором расположены пансионаты и базы отдыха, севернее проходит аллея Дружбы, соединяющая Евпаторию и Заозёрное. Озёрная котловина водоёма неправильной округлой удлинённой формы, вытянутая с севера на юг. Берега пологие. Реки не впадают. Восточнее в непосредственной близости расположено Мойнакское озеро, на западном берегу расположен Национальный олимпийский центр Украина.
На дне залегает толща донных отложений: илистые чёрные в верхнем слое, затем серые и стально-серые, иногда с голубоватым оттенком. Высшая водная растительность развивается успешно лишь в опреснённых верховьях озёр и у выходов маломинирализованных подземных вод. Озеро зарастает водной растительностью преимущественно на опреснённых участках — в лагунах у пересыпей, в устьях впадающих балок, в зоне выходов подземных вод. Тут интенсивно развиваются различные водоросли, вплоть до цветения воды. В некоторые годы водоросли придают летом озёрной рапе красноватый или зеленоватый оттенок.
Среднегодовое количество осадков — около 400 мм. Питание: смешанное — поверхностные и подземные воды Причерноморского артезианского бассейна, морские фильтрационные воды.

## Хозяйственное значения
Грязи (иловые сульфидные приморского типа) озера в результате хозяйственной деятельности утратили лечебное назначение.